# فردوسیه
فِردوسیه یکی از شهرهای استان تهران در ایران است.
این شهر در بخش جوقین شهرستان شهریار قرار دارد.

## تقسیمات شهری و کشوری
فردوسیه شامل روستاهای، عباس‌آباد، عبدآباد، خاوه، فردوس، یوسف آباد صیرفی، رامین و وسطر است. که در این میان محله های عباس آباد، خاوه، فردوس و عبدآباد نسبت به دیگر محلات از قدمت تاریخی برخوردارند.
در سال ۱۳۹۷، این شهر، به همراه دهستان جوقین، دهستان فردوس و شهر وحیدیه بخشی جدید به نام بخش جوقین را تشکیل دادند.

## نام گذاری
در بین سال‌های ۱۳۷۰ تا۱۳۸۰ فردوس به شهر فردوسیه تغییر نام داد.

## مناطق دیدنی
از نقاط دیدنی شهر باغ‌های سرسبز و زیبای اطراف شهر، پارک عباس اباد و... است؛ و همچنین امامزاده جعفر و امامزاده محسن در خاوه و تپه ای قدیمی مربوط به دوره ساسانیان، بین دو امامزاده قرار گرفته است.